# اس‌اس نورج
اس‌اس نورج (به انگلیسی: SS Norge) یک کشتی است. این کشتی در سال ۱۸۸۱ ساخته شد.